# José Manuel Marroquín
José Manuel Cayetano Marroquín Ricaurte (Bogotá, 6 de agosto de 1827 – Bogotá, 19 de setembro de 1908) foi um político colombiano. Graduado pelo Colégio San Bartolomé, ocupou o cargo de presidente de seu país entre 31 de julho de 1900 e 7 de agosto de 1904.

## Dados biográficos
José Manuel Marroquín nasceu em Bogotá, em 6 de agosto de 1827. Morreu na mesma cidade em 19 de setembro de 1908.

## Juventude
Marroquín estudou literatura e filosofia no Seminário de Bogotá. Ele passou a estudar jurisprudência no Colegio Mayor de San Bartolomé.

## Carreira profissional
Marroquín tornou-se professor de literatura e filosofia no Colegio Mayor del Rosario, onde acabou sendo nomeado reitor. Posteriormente, foi também cofundador da Academia Colombiana de la Lengua junto com Miguel Antonio Caro e José María Vergara. Ele foi eleito o primeiro Reitor da Academia.  Como escritor, filósofo, poeta e estudioso, ele escreveu vários romances, poemas, contos, ensaios e livros de texto em gramática, filologia e ortografia.

## Carreira política
Marroquín ingressou no Partido Conservador Colombiano e foi eleito para a Câmara dos Representantes e o Senado. Ele também foi nomeado Ministro da Educação. Ele foi eleito vice-presidente da República da Colômbia em 1898 e mais tarde eleito presidente em 1900 e serviu até 1904.

## A Presidência
Marroquín foi presidente duas vezes. A primeira vez, como presidente interino em 7 de agosto de 1898, quando o presidente eleito Manuel Antonio Sanclemente não pôde comparecer a sua posse devido a seu estado de saúde precário. A segunda vez, em 31 de julho de 1900, à revelia, quando o presidente Sanclemente foi deposto por um golpe de estado civil-militar. O escalão do exército conservador nacionalista, à luz das exigentes responsabilidades da guerra civil conhecida como Guerra dos Mil Dias, aprovou e apoiou o golpe de estado.
Em um esforço para acabar com a guerra civil, o presidente Marroquín ofereceu aos liberais uma trégua e um armistício em 12 de junho de 1902. Os liberais rejeitaram sua oferta e a guerra se intensificou. Após três anos de batalhas sangrentas, a guerra chegou ao fim. Três tratados de paz foram assinados. O primeiro foi o Tratado de "Nerlandia", em 24 de outubro de 1902, que pôs fim aos combates nas províncias de Bolívar e Magdalena, assinado pelo General Juan B. Tovar para o governo e pelo General Rafael Uribe Uribe como Comandante em Chefe dos rebeldes.
O segundo tratado foi o de “Wisconsin” , assinado em 12 de novembro de 1902, pelos generais do governo Alfredo Vásquez Cobo e Victor Manuel Salazar e pelos generais insurgentes Lucas Caballero e Eusebio Morales. Os termos deste tratado previam eleições para o Congresso, anistia para todos os políticos e prisioneiros de guerra e simpatizantes rebeldes, restauração de todas as propriedades e ativos confiscados, conversão do dinheiro dos rebeldes em moeda oficial do governo e assumindo o endividamento de guerra do rebelde. 
O terceiro tratado foi o de “Chinácota” , assinado em 3 de dezembro de 1902, pelo governo de Marroquín, general Ramón González Valencia e pelo general revolucionário Ricardo Tirado Macías.  Assim, a guerra civil chegou ao fim, após mais de 200 batalhas, dezenas de milhares de mortos, dezenas de milhares de feridos, milhões em perdas materiais e um rescaldo de grandes e trágicas consequências políticas, sociais e econômicas. O presidente Marroquín declarou oficialmente a paz da nação em 1 ° de junho de 1903.
A nação ainda não havia se recuperado dos trágicos eventos e da devastação da guerra civil, quando outra crise estourou. Em 3 de novembro de 1903, o Panamá , patrocinado e alimentado pelos interesses dos Estados Unidos, declarou sua secessão da Colômbia. As tropas provinciais e líderes civis proclamaram a independência do Estado panamenho da nação colombiana, auxiliado e incitado pelas forças militares e agentes diplomáticos do presidente Theodore Roosevelt. Como parte da conspiração e em poucos dias, Roosevelt reconheceu a independência do Panamá e, em uma advertência severa e ilegítima, afirmou que não permitiria a presença de tropas colombianas em território panamenho. Por trás desse movimento e ação de secessão estava o desejo da administração de Roosevelt de construir, operar e controlar um canal interoceânico.
 

Os acontecimentos que levaram à separação do Panamá da Colômbia surgem de desejos de negócios e interesses estratégicos que desejavam construir um canal interoceânico entre os oceanos Atlântico e Pacífico . O conceito de tal canal através do Panamá data do início do século XVI. A primeira tentativa de construção do Canal do Panamá começou em 1880 sob controle colombiano e liderança francesa. Mas esse esforço falhou e outro projeto estava sendo considerado através da Nicarágua. O presidente Marroquín se opôs veementemente a essa ideia e pressionou por um plano para construir o canal através do Panamá. Portanto, as administrações de Marroquín e Roosevelt assinaram o tratado “Tomás Herrán-John Hay"em janeiro de 1903. O tratado previa em parte que a empresa francesa transferiria seus direitos de construção para os Estados Unidos; os EUA iriam construir, operar e explorar o canal por um período de 99 anos; A Colômbia receberia uma entrada de $ 10 milhões de pesos e royalties de $ 250 mil pesos por ano até o final do contrato; e que o Congresso colombiano ratificaria o tratado em oito meses. O presidente Marroquín apresentou o tratado para consideração e ratificação do Congresso. O Congresso colombiano rejeitou o tratado e o Panamá proclamou sua independência.